# 埃伦堡 (下萨克森州)
埃伦堡是德国下萨克森州的一个市镇。总面积48.96平方公里，总人口1564人，其中男性795人，女性769人（2011年12月31日），人口密度32人/平方公里。